# Manitou (Oklahoma)
Pour les articles homonymes, voir Manitou (homonymie).
Manitou est une ville située dans le comté de Tillman, dans l’État de l'Oklahoma, aux États-Unis. Elle comptait 181 habitants lors du recensement de 2010. À noter qu’elle inclut l’ancienne ville de Siboney, absorbée le 28 janvier 1908.

## Source
- (en) Cet article est partiellement ou en totalité issu de l’article de Wikipédia en anglais intitulé « Manitou, Oklahoma » (voir la liste des auteurs).